# Kamieńsk (gmina)
Pour les articles homonymes, voir Kamieńsk.
Kamieńsk est une gmina (commune) mixte ou urbaine-rurale (gmina miejsko-wiejska) du powiat de Radomsko, dans la Voïvodie de Łódź, dans le centre de la Pologne.
Son siège administratif (chef-lieu) est la ville de Kamieńsk, qui se situe environ 16 kilomètres (km) au nord de Radomsko (siège du powiat) et 65 kilomètres au sud de la capitale régionale Łódź (capitale de la voïvodie).
La gmina couvre une superficie de 95,81 km2 pour une population de 6 094 habitants en 2006, avec une population pour la ville de Kamieńsk de 2 858 habitants et une population de la partie rurale de 3 236 habitants.

## Géographie
Outre la ville de Kamieńsk, la gmina inclut les villages de:
- Aleksandrów
- Barczkowice
- Dąbrowa
- Danielów
- Gałkowice Nowe
- Gałkowice Stare
- Gorzędów
- Huby Ruszczyńskie
- Huta Porajska
- Kolonia Olszowiec
- Koźniewice
- Michałów
- Napoleonów
- Ochocice
- Ozga
- Podjezioro
- Pytowice
- Ruszczyn
- Siódemka
- Szpinalów
- Włodzimierz

### Gminy voisines

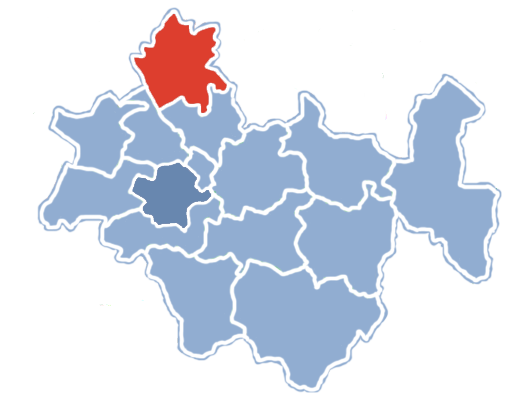
Position de la gmina dans le powiat

La gmina de Kamieńsk est voisine des gminy de:
- Bełchatów
- Dobryszyce
- Gomunice
- Gorzkowice
- Kleszczów
- Rozprza
- Wola Krzysztoporska.

## Administration
De 1975 à 1998, la gmina était attachée administrativement à l'ancienne voïvodie de Piotrków.

Depuis 1999, elle fait partie de la nouvelle voïvodie de Łódź.

## Structure du terrain
D'après les données de 2007, la superficie de la commune de Kamieńsk est de 95,81 kilomètres carrés, répartis comme telle :
- terres agricoles : 57 %
- forêts : 33 %

La commune représente 6,64 % de la superficie du powiat.

## Démographie
Données du 30 juin 2010 :
| Description        | Total  | Total | Femmes | Femmes | Hommes | Hommes |
| ------------------ | ------ | ----- | ------ | ------ | ------ | ------ |
| Unité              | Nombre | %     | Nombre | %      | Nombre | %      |
| Population         | 6 070  | 100   | 3 034  | 50,6   | 3 036  | 49,4   |
| Densité (hab./km²) | 63,4   | 63,4  | 31,7   | 31,7   | 31,7   | 31,7   |